# فرانسيسكو نافارو فوستر
فرانسيسكو نافارو فوستر (بالإسبانية: Francisco Navarro Fuster)‏ ولد بتاريخ 20 ديسمبر 1962 في إسبانيا، هو دراج إسباني سابق.

## روابط خارجية
- فرانسيسكو نافارو فوستر على موقع أرشيف الدراجات (الإنجليزية)
- فرانسيسكو نافارو فوستر على موقع إحصائيات الدراجات الإحترافية (الإنجليزية)